# Antônio Rinaldo Gonçalves
Antônio Rinaldo Gonçalves (Campina Grande, 31 oktober 1966), ook wel kortweg Rinaldo genoemd, is een voormalig Braziliaans voetballer.